# Tricholathys rothi
Tricholathys rothi là một loài nhện trong họ Dictynidae.
Loài này thuộc chi Tricholathys. Tricholathys rothi được Ralph Vary Chamberlin & Willis J. Gertsch miêu tả năm 1958.